# アーサー・チチェスター (第4代ドニゴール伯爵)
第4代ドニゴール伯爵アーサー・チチェスター（英語: Arthur Chichester, 4th Earl of Donegall、1695年3月28日 – 1757年9月30日）は、アイルランド貴族。1706年までチチェスター子爵の儀礼称号を使用した。

## 生涯
第3代ドニゴール伯爵アーサー・チチェスターと2人目の妻キャサリン・フォーブス（Catherine Forbes、1743年6月15日没、初代グラナード伯爵アーサー・フォーブスの娘）の息子として、1695年3月28日に生まれた。
1706年4月10日に父が死去すると、ドニゴール伯爵の爵位を継承した。
1716年10月3日、ルーシー・リッジウェイ（Lucy Ridgeway、1732年7月16日没、第4代ロンドンデリー伯爵ロバート・リッジウェイの娘）と結婚した。
1757年9月30日にチェシャーのマーベリーで死去、弟ジョン（1700年 – 1746年）の息子アーサーが爵位を継承した。